# 마에지마 사토시
마에지마 사토시(前島 賢, 1982년 ~ )는 일본의 소설가이자 비평가이다. 마에지마 사토시 명의로는 비평 활동을, 오오키 렌지(大樹連司) 명의로는 2007년부터 소설 활동을 펼치다가 2016년 동일인임을 밝혔다.
세카이계가 득세할 당시의 오타쿠 제3세대로, 학생 시절부터 오타쿠 문화의 최전선에서 활동하고 싶어 업계인들을 찾아다니며 인터뷰 동인지 등을 냈고, 비평가 아즈마 히로키가 발행한 유료 메일 매거진 《파상언론(波状言論)》에서 편집 스태프로 일하며 문필가로서의 기초를 닦았다. 2005년 《유리이카(ユリイカ)》 증간호 『오타쿠VS서브컬쳐!」에서 차세대 오타쿠를 인정하지 않은 오카다 토시오를 비판하며 데뷔, 아사히 신문 석간 칼럼에서 라노베를 담당하였다.
세카이계에 애착이 깊어, 현재 인터넷에 올라가 있는 세카이계에 대한 설명은 저자가 종사하던 매체나 저서로부터 인용한 것이 적지 않다. 한편 그가 집필한 20여 권의 소설 중에 국내에 번역 출간된 책으로는 《우리들의 ALTERNATIVE》 전 5권, 《스마가》 전 3권이 있다.

## 저작

### 오리지널 소설
- 『용사와 탐정게임』 (2009년, 이치진샤 문고)
- 『방과 후의 로켓티어』 (2009년, 쇼가쿠칸 가가가 문고)
- 『성작의 이사나토리』 (2010년, 이치진샤 문고)
- 『아가씨의 메이드군』 (2010년, 이치진샤 문고)
- 『오브 더 데드 마니악스』 (2011년, 쇼가쿠칸 가가가 문고)
- 『본쿠라즈, 돈트 크라이』 (2012년, 쇼가쿠칸 가가가 문고)
- 『너는 내 성검입니다.』 전3권 (2012년 - 2013년, GA 문고)

### 노벨라이즈
- 『우리들의~alternative~』 시리즈, 전5권 (2007년 - 2008년, 소학관 가가가 문고)
- 『스마가』 시리즈, 전3권 (2008년 - 2009년, 소학관 가가가 문고)
- 『낙원추방 2.0: 낙원잔향 -Godspeed You-』 (2015년, 니트로플러스북스→하야카와 문고JA)

### 비평서
- 『세카이계란 무엇인가 - 포스트・에바의 오타쿠史』 (2010년, 소프트뱅크 신서)
  - 『세카이계란 무엇인가』 (2014년, 성해사 문고)
  - 『세카이계란 무엇인가』 (2016년, 워크라이프)(한국 번역)

## 동인 (문예)
이하 모두 공저.
- 『정상소설.』 (2011년, 라노베 작가 휴게소) - 「극화 · 세계 계」
- 『중성소설.』 (2012년, 라노베 작가 휴게소) - 「학원도시DDR」
- 『구원소설.』 (2014년, 라노베 작가 휴게소) - 「Unforgiven Stranger」